# Svend Wiig Hansen
Svend Wiig Hansen, född 20 december 1922 i Møgeltønder, död 15 mars 1997 i Helsingör, var en dansk skulptör, grafiker och målare.

## Biografi
Svend Wiig Hansen var inledningsvis tveksam om sin karriär, när han arbetade som cirkusclown och sångare tills ett jobb, som krävde hans hjälp i slutförandet av klättrande änglar, övertygade honom om att han skulle bli skulptör. I hans konst blev människan det ständiga temat, skildrad med svällande, ofta groteska former.
Efter att ha studerat vid danska Kunstakademiet under Johannes Bjerg och Einar Utzon-Frank (1946–1950), kom bland hans tidiga skulpturer hans monumentala Torso (1951) i brännlera inspirerad av Aristide Maillol och hans betongskulptur Moder Jord (1953) påverkad delvis av precolumbiansk skulptur. Den gigantiska skulpturgruppen Mennesket ved Havet (1994) nära Esbjerg är inspirerad av kykladisk konst och figurerna på Påskön. Slægt Lofter Slægt (1997), som installerades under en period på Gammel Strand i Köpenhamn, avbildar ett naket par som bär en naken kvinna.
Hans erkännande som en målare började 1955 med De søgende. Hans uttryck kännetecknas av skarp färgläggning i sin skildring av den mänskliga kroppen, ofta i ett öde landskap. Bland hans viktigaste verk är Menneskeridt (1959), serien Mennesker i forvandling (1963) och Jorden græder (1981). Hans arbete som dekoratör kan ses i Kastrups kyrka (1978), centralsjukhuset i Herning och i Köpenhamns Konglige teater med hans Himmelrejsen (1989) i aluminium. Svend Wiig Hansen är representerad vid bland annat Göteborgs konstmuseum.

## Utmärkelser
Svend Wiig Hansen tilldelades Prins Eugen-medaljen 1976 och fick både Eckersbergmedaljen och Thorvaldsenmedaljen men valde att inte ta emot dem.